# Calimeris
Calimeris là một chi thực vật có hoa trong họ Cúc (Asteraceae).

## Loài
Chi Calimeris gồm các loài: